# Conocalama rileyi
Conocalama rileyi är en stekelart som först beskrevs av Cresson 1868.  Conocalama rileyi ingår i släktet Conocalama och familjen brokparasitsteklar. Inga underarter finns listade i Catalogue of Life.